# 比格里冰川
66°1′S 64°47′W / 66.017°S 64.783°W

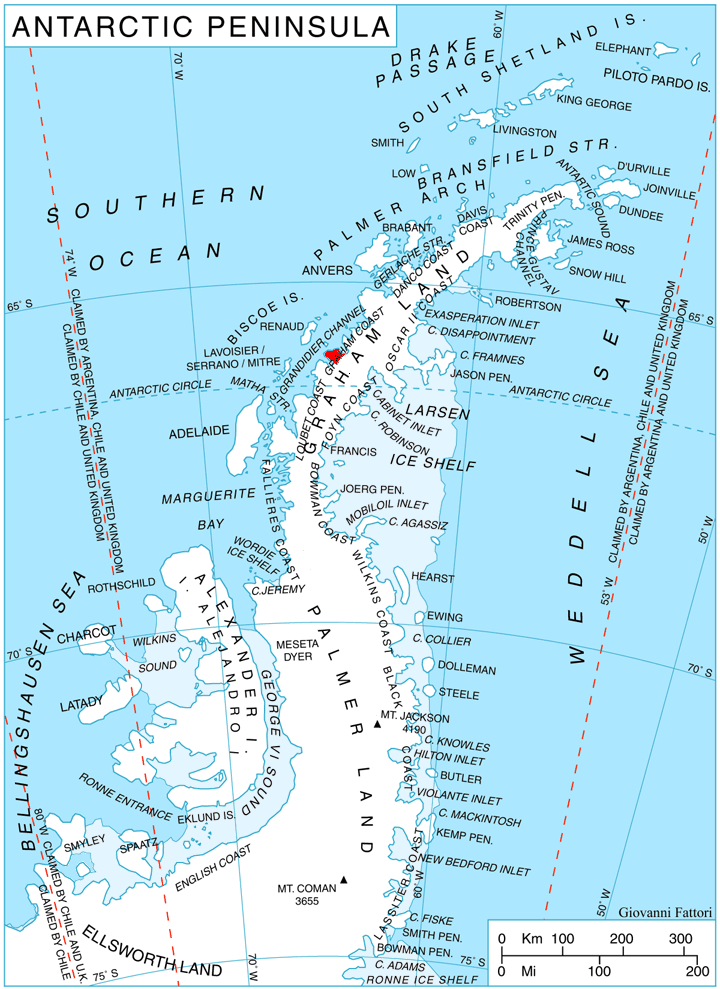

比格里冰川是南極洲的冰川，位於葛拉漢地西岸的韋林格勒半島，最終注入巴里拉里灣，由英國的測量隊繪入地圖，該冰川以奧地利的滑雪先驅命名。